# Ibanez Tube Screamer
El Ibanez Tube Screamer es un pedal de saturación (overdrive) producido por Ibanez. Su nombre tiene origen en el sonido que produce, muy parecido al de un amplificador de válvulas utilizado a alto volumen. El sonido de este pedal se distingue de la mayoría por comprimir la onda de sonido con muy poca pérdida de la señal original (creando un sonido generalmente asociado a ciertos tipos de blues). Este pedal puede utilizarse con un amplificador de transistores para imitar el sonido típico de los viejos amplificadores de válvulas, aunque muchos guitarristas prefieren utilizarlo en un amplificador a válvulas para llevar las válvulas de preamplificación a un estado de saturación. El sonido clásico de un Tube Screamer acentúa las frecuencias medias (entre bajos y agudos) mediante un circuito. Muchos guitarristas prefieren este tipo de ecualización ya que ayuda a evitar que su sonido se pierda en la mezcla de la banda.
Este pedal fue producido con muchas variantes. Las producciones iniciales de TS-808 y TS-9 son las más buscadas por coleccionistas, en parte debido al hecho de que Stevie Ray Vaughan utilizó estos pedales como parte de su sonido original, así como Noel Gallagher. Otras variantes, incluyendo las TS-10, TS-7 y TS-5 contienen un circuito muy similar, aunque tienen menos éxito entre los coleccionistas.
El TS-9 y el TS-808 han sido redistribuidos en varias ocasiones, pero no siempre con las partes originales que dieron forma al popular sonido Tube Screamer. Es por ello que algunos músicos piden a un técnico que realice modificaciones sobre el circuito para así mejorar el sonido. Aparte de Ibanez otros fabricantes hacen versiones del circuito del Tube Screamer. Entre ellos, Maxon produjo los pedales Tube Screamer originales para Ibanez durante los setenta y los ochenta. Muchos de los más reconocidos pedales de saturación, tanto fabricados en serie como "artesanalmente", heredan buena parte de su circuitería de los Tube Screamer.
Es uno de los pocos pedales que Carlos Santana utiliza, tanto en sus conciertos como en grabaciones, y es posiblemente uno de los pedales que con más frecuencia pueden verse en conciertos.
El Tube Screamer tiene tres potenciómetros: distorsión, tono (regula la cantidad de agudos) y nivel (controla el volumen de salida del pedal).